# 泉州公交K612路
泉州公交K612路是中华人民共和国泉州市境内的一条公共交通线路，原名48路，全程19.5公里。起讫点为开元盛世广场至紫星村委，运营时间为开元盛世广场：6:20-18:10；紫星村委：7:10-19:10。

## 历史
- 2008年12月10日，K612路前身47路复线开通。初期运行区间为泉山门-兴贤路-霞茂村，初期运行时间为泉山门8:05-17:05、霞茂村7:40-18:00。使用车辆为1部星王ZA6790E型汽油无空调城市客车[2]
- 2010年2月10日，原47路复线更名为48路。运行区间调整为泉山门-顺济新桥-霞茂村。运营时间调整为泉山门6:20-18:10、霞茂村7:20-19:10。分段点由三千坛调整为朵莲寺。运营车辆调整为4部华夏AC6750Q型汽油无空调城市客车，因开通时正值顺济新桥北立交建设，临时调整为泉山门-泉州大桥-霞茂村，临时设立新车站分段点[3]
- 2010年8月1日，48路恢复途径义全街、顺济新桥。取消途径温陵南路、泉州大桥。分段点由新车站恢复为朵莲寺[4][5]
- 2010年10月，48路接手并更换自36（现K307路）退下的4部大金龙XMQ6762NEG3型柴油空调公交车
- 2011年9月，48路启用泉通卡刷卡支付[6][7]
- 2012年初，48路取消途径义全街、顺济新桥，改为往霞茂村途径温陵南路、泉州大桥，往泉山门途径泉州大桥、宝洲街、泉秀街至温陵南路后原线行驶
- 2012年7月8日，因泉州大桥北桥头取消单向循环，48路往双向改为途径温陵南路，取消途径宝洲街、田安南路、泉秀街[8]
- 2012年10月9日，因南迎宾大道拓宽改造施工需要，48路取消途径展览城、万祥医院。改为途径兴霞路、望江路、池峰路至清濛站后原线行驶[9][10]
- 2013年10月21日，南迎宾大道拓改完成，48路恢复途径展览城、万祥医院。取消途径兴霞路、望江路、池峰路
- 2014年11月，48路接手并增加自11路退下的3部XMQ6762NEG3，配车数增加至8部。
- 2015年2月10日，应泉州市交通委关于《环泉州湾公交发展规划》的要求，泉州公交将48路更名为K612路。[11][12]同日，K612路取消途径后厝街，改为途径对山路延伸至紫星村委始发终到[13][14]
- 2016年12月20日，因霞茂路拓宽改造而导致K612路无法驶入该路段，K612路取消停靠霞茂路口、井尾站[15]
- 2017年7月1日，因爱国路拓改需要。K612路取消途径泉山门，改为途径北门街、城北路、新华北路至开元盛世广场始发终到。[16]
- 2017年9月26日，因泉州古城提升改造及城市双修的要求，K612路自该日起，取消途径北门街、中山北路、东街、南俊路、百源路、涂门街。改为途径学府街、崇福路、东门、温陵北路至海关大楼后原线行驶。[17]
- 2018年1月19日，K612路接手并更换自55路等线路退下的8部福达FZ6890UF3G3型柴油空调公交车，原有8部XMQ6762NEG3退役
- 2018年9月，受缺驾及车况问题影响，K612路退下4部FZ6890UF3G3封存，配车数减少至4部
- 2018年12月11日，K612路全线更换为自K902路等线路退下的2部金旅XML6855JEVW0C、6部大金龙XMQ6802AGBEVL2型空调电动巴士，原配4部FZ6890UF3G3封存。并启用泉城通APP及支付宝乘车码功能
- 2020年1月27日，为配合晋江市交通局关于新型冠状病毒肺炎防控要求。K612路自当日14:00起暂停运行至2月16日。[18]
- 2020年2月17日，K612路恢复运营。
- 2021年6月25日，自该日起K612路双向增加停靠霞茂山庄站。运营时间、票价不变。[19]
- 2021年10月13日，因泉州大桥加固施工封闭半幅车道，K602路往晋江机场方向临时取消途径泉州汽车站西门、泉州大桥。单向改为途径义全街、顺济新桥至南迎宾大道原线行驶，其余不变。[20]
- 2022年1月11日，泉州大桥恢复双向通车，K604路自该日起取消途径义全街、顺济新桥，双向恢复途径泉州汽车站西门、泉州大桥。[21]
- 2022年3月15日，因疫情防控工作需要，K612路自该日起暂停运营至4月21日。[22]
- 2022年4月22日，K612路恢复运营。[23]
- 2022年12月30日，自该日起K612路双向增停塘头、紫茂城站。同日，因泉州汽车站已停止运营，原泉州汽车站西门更名为温陵路南段站。[24]
- 2023年8月17日，因南迎宾大道清濛段辅道施工，自该日起K612路往开元盛世广场方向临时取消途径诺林商城、双坑、前店、园坂，改为途径清濛高架桥至金浦供水公司站后原线行驶，其它不变。[25]
- 2023年9月17日，K612路往开元盛世广场方向恢复途径诺林商城、双坑、前店、园坂，取消途径清濛高架桥。
- 2023年11月30日，自该日起K612路推行定点到站服务。[26]

## 站点
| 路线 | 路线 | 路线 | 所在地区、街道 | 所在地区、街道 | 站点名       | 备注                               |
| ---- | ---- | ---- | -------------- | -------------- | ------------ | ---------------------------------- |
|      |      |      | 鲤城区         | 新华北路       | 开元盛世广场 | 起讫站                             |
|      |      |      | 鲤城区         | 城北路         | 城北路西段   |                                    |
|      |      |      | 鲤城区         | 城北路         | 朝天门       |                                    |
|      |      |      | 鲤城区         | 学府街         | 学府街西段   |                                    |
|      |      |      | 鲤城区         | 学府街         | 泉州一中     |                                    |
|      |      |      | 鲤城区         | 学府街         | 外国语学校   | 原名 外国语中学                    |
|      |      |      | 鲤城区         | 崇福路         | 泉州电大     | 原名 市教委                        |
|      |      |      | 鲤城区         | 崇福路         | 红梅新村     |                                    |
|      |      |      | 鲤城区         | 东街           | 东门         |                                    |
|      |      |      | 鲤城区         | 温陵北路       | 东湖公园     |                                    |
|      |      |      | 鲤城区         | 温陵北路       | 九一街口     | 君龙人寿                           |
|      |      |      | 鲤城区         | 温陵北路       | 温陵路中段   | 原名 公交车站                      |
|      |      |      | 鲤城区         | 温陵南路       | 海关大楼     |                                    |
|      |      |      | 鲤城区         | 温陵南路       | 温陵路南段   | 分段点 原名 中医院、泉州汽车站西门 |
|      |      |      | 鲤城区         | 南迎宾大道     | 展览城       |                                    |
|      |      |      | 鲤城区         | 南迎宾大道     | 金浦供水公司 | 原名 万祥医院                      |
|      |      |      | 开发区         | 南迎宾大道     | 诺林商城     |                                    |
|      |      |      | 开发区         | 南迎宾大道     | 双坑         |                                    |
|      |      |      | 开发区         | 南迎宾大道     | 前店         |                                    |
|      |      |      | 开发区         | 南迎宾大道     | 园坂         |                                    |
|      |      |      | 开发区         | 南迎宾大道     | 高尔夫球场   |                                    |
|      |      |      | 晋江市         | 对山路         | 塘头         |                                    |
|      |      |      | 晋江市         | 对山路         | 紫湖山庄     | 原名 高尔夫俱乐部                  |
|      |      |      | 晋江市         | 对山路         | 紫湖村委     |                                    |
|      |      |      | 晋江市         | 对山路         | 霞茂山庄     |                                    |
|      |      |      | 晋江市         | 对山路         | 紫茂城       |                                    |
|      |      |      | 晋江市         | 对山路         | 普照寺       |                                    |
|      |      |      | 晋江市         | 对山路         | 顶溪园村     |                                    |
|      |      |      | 晋江市         | 对山路         | 下溪园村     |                                    |
|      |      |      | 晋江市         | 对山路         | 大夫第村     |                                    |
|      |      |      | 晋江市         | 对山路         | 紫星村委     | 起讫站                             |

## 票价
K612路为分段计价，全程票价¥3.0。其中：
- 开元盛世广场至温陵路南段：1元/人
- 温陵路南段至紫星村委：2元/人
- 泉通卡普通卡9折，月票卡优惠无效，敬老卡、爱心卡有效
- 可使用泉城通APP或支付宝、云闪付、微信乘车码支付

## 配车
K612路配车数总计10部，其中：
- 金旅XML6855JEVW0C  5部
- 大金龙XMQ6802AGBEVL2 5部

- 大金龙XMQ6762NEG3
（2011.1 - 2018.1）
- 福达FZ6890UF3G3
（2018.1 - 2018.12）
- 金旅XML6855JEVW0C
（2018.12 - ）
- 大金龙XMQ6802AGBEVL2
（2018.12 - ）

## 相关
- 泉州公交线路列表
- 泉州公交K205路